# Église de la Miséricorde de Sortelha
Pour les articles homonymes, voir Église de la Miséricorde.
L’église de la Miséricorde (portugais : Igreja da Misericórdia) est une église datant du Moyen Âge reconstruite durant la Renaissance dans le style de cette époque. Elle est située dans le village de Sortelha.